# Оливье, Фернанда
Фернанда Оливье (фр. Fernande Olivier, настоящее имя Амели Ланг (фр. Amélie Lang); 6 июня 1881 — 26 января 1966) — французская художница и натурщица, известная прежде всего тем, что была моделью художника Пабло Пикассо, а также своими письменными свидетельствами о своих отношениях с ним. Пикассо написал более 60 портретов Оливье.

## Ранняя биография
Амели Ланг была внебрачным ребёнком, её мать имела отношения с женатым мужчиной. Её воспитывали дядя и тетя, которые пытались устроить её замужество. Вместо этого она сбежала и сочеталась браком с мужчиной, который издевался над ней. В 1900 году, когда ей было 19 лет, Амели оставила своего мужа (при этом официально с ним не развелась) и переехала в Париж. Она сменила имя, чтобы муж не смог её найти.
Оливье быстро нашла работу натурщицы для художников; она прочно вошла в ближний круг писателя Гийома Аполлинера, где также подружилась с Полем Леото, Кесом ван Донгеном и Эдмоном-Мари Пулленом. Ван Донген, например, нарисовал её несколько раз.

## Отношения с Пикассо
Она познакомилась с Пабло Пикассо в Бато-Лавуаре в 1904 году, и к следующему году они уже жили вместе. Их отношения длились семь лет и отличались буйством. И Оливье, и Пикассо были ревнивыми любовниками, и их страсти иногда выливались в драки.
Среди его наиболее заметных работ кубистического периода с 1907 по 1909 год несколько были вдохновлены образом Оливье. К ним, например, относится «Голова женщины (Фернанда)». Позже Пикассо признался, что одна из «Авиньонских девиц» была создана по её образу.
В апреле 1907 года Оливье отправилась в местный сиротский приют и удочерила 13-летнюю девочку Раймонду. Однако эта маленькая семья не просуществовала долго, и, обнаружив откровенные рисунки Раймонды, сделанные Пикассо, Оливье отправила девочку обратно в приют. Оливье не упоминала о Раймонде в своих мемуарах.
Когда Пикассо наконец добился успеха как художник, он начал терять интерес к Фернанде, так как она напоминала ему о трудных временах. В конце концов они расстались в 1912 году, в результате чего Оливье не могла вести прежний образ жизни, к которому она привыкла. Она не имела никакого законного права требовать чего-либо от Пикассо, поскольку формально все ещё была в браке со своим первым мужем. Чтобы выжить, она бралась за разные случайные работы: от кассира в мясной лавке до продавщицы антиквариата. Она также получала дополнительный доход, давая уроки рисования.

## Мемуары
Через 20 лет после знакомства с Пикассо она написала мемуары об их совместной жизни. К тому времени он был самым известным художником своего времени, и публикация мемуаров Оливье несла в себе коммерческий потенциал. Озаглавленные как «Пикассо и его друзья» (фр. Picasso et ses amis) они печатались в 1930 году в бельгийской ежедневной газете «Le Soir», несмотря на сильное противодействие Пикассо. Он нанял адвокатов, чтобы предотвратить публикацию этой серии воспоминаний (всего было опубликовано шесть статей). Полученные деньги помогли Оливье несколько улучшить свой образ жизни, но она быстро их потратила.

## Поздние годы
Оливье оставалась в забвении до 1956 года, когда, глухая и страдающая артритом, она сумела убедить Пикассо выплачивать ей небольшую пенсию в обмен на обещание больше ничего не публиковать об их отношениях, пока оба они живы. Она умерла в 1966 году, он — в 1973-м. Её мемуары были полностью опубликованы в 1988 году.